# Samuel Garcia (calciatore)
Samuel Garcia (Tahiti, 2 ottobre 1975) è un ex calciatore francese nato a Tahiti, centrocampista del Vénus. Attualmente è allenatore della nazionale di calcio di Tahiti.

## Carriera

### Club
Ha sempre giocato nel campionato di casa.

### Nazionale
Ha collezionato 19 presenze con la maglia della propria nazionale.